# (3456) Etiennemarey
(3456) Etiennemarey est un astéroïde de la ceinture principale.

## Description
(3456) Etiennemarey est un astéroïde de la ceinture principale. Il fut découvert le 5 septembre 1985 à La Silla par Henri Debehogne. Il présente une orbite caractérisée par un demi-grand axe de 2,16 UA, une excentricité de 0,02 et une inclinaison de 1,8° par rapport à l'écliptique.

## Nom
L'astéroïde est nommé en l'honneur du physiologiste français Étienne-Jules Marey (1830-1904), le premier à utiliser la pellicule celluloïd en rouleau pour la photographie cinématographique.
Le nom est dérivé d'une suggestion de T. Wullin, qui, dans le cadre d'un concours de dénomination de planètes mineures de l'émission Word of Mouth de la BBC Radio 4, a noté que 3456 (le numéro de l'astéroïde) correspondait au mot « FILM » sur les touches d'un téléphone.

## Compléments